# Mặt Trời cũng là một vì sao
Mặt Trời cũng là một vì sao (Tiếng Anhː The Sun is Also a Star) là phim chính kịch Mỹ được đạo diễn bởi Ry Russo-Young. Bộ phim dựa trên tiểu thuyết cùng tên do Nicola Yoon viết, với các ngôi sao như Yara Shahidi và Charles Melton. Bộ phim dự kiến khởi chiếu vào ngày 17 tháng 5 năm 2019.

## Nội dung
Trong phim, Yara Shahidi vào vai một cô gái sinh ra ở Jamaica mang tên Natasha. Một lần tình cờ, cô được cứu và đem lòng yêu thương chàng sinh viên đại học Daniel (Charles Melton). Tuy nhiên, gia đình Natasha không may gặp sự cố và có nguy cơ bị trục xuất khỏi nước Mỹ. Trong ngày cuối cùng ở lại đây, Natasha phải một mình chiến đấu chống lại thế giới cũng như cảm xúc của chính mình.

## Diễn viên
- Yara Shahidi trong vai Natasha Kingsley
- Charles Melton trong vai Daniel Bae
- Jake Choi trong vai Charles Bae
- Camrus Johnson trong vai Omar
- Gbenga Akinnagbe trong vai Samuel Kingsley
- Miriam A. Hyman trong vai Patricia Kingsley
- Cathy Shim trong vai Min Soo Bae
- John Leguizamo
- Hill Harper

## Sản xuất
Vào tháng 6 năm 2016, Camrus Johnson được chọn đóng vai Omar trong phim.
Quá trình bấm máy được bắt đầu từ ngày 19 tháng 6 năm 2018. Vào ngày 29 tháng 6 năm 2018, Miriam A. Hyman được mời đóng vai mẹ của Natasha, là một cô hầu bàn người Jamaica chăm chỉ, người đã cam chịu bị trục xuất khi sắp xảy ra chuyện trong gia đình. Vào tháng 7 năm 2018, Cathy Shim được mời đóng vai Min Soo Bae, một người nhập cư Hàn Quốc trong phim.
Herdis Stefánsdottir soạn âm nhạc cho bộ phim, trong khi Dustin O'Halloran sẽ sản xuất. Các soundtrack sẽ được phát hành tại Sony Classical.